# Cherubino Staldi
Cherubino Staldi, né à Trieste le 11 mars 1911 et mort le 28 juin 2002, est un joueur d'échecs italien.

## Carrière échiquéenne
Il se fit connaître en 1933 au cours d'un petit tournoi à Trieste. En 1934 il fut vainqueur au tournoi national de Venise. Il participa à plusieurs finales du Championnat d'échecs d'Italie. Il obtint ses meilleurs résultats en 1947 à Rome, premier ex æquo avec Vincenzo Castaldi, et à Trieste en 1954, premier ex æquo avec Nestler, en perdant au départage par +1 =2 -4. 
Il se plaça sixième, ex æquo avec Napolitano au Championnat d'échecs d'Italie en 1935 à Florence, ce qui lui permit de devenir Maître, et quatrième au Championnat d'échecs d'Italie en 1936 à Florence à nouveau.
Il participa à d'autres Championnat d'échecs d'Italie: 
- Naples en 1938, 5e sur 7 joueurs
- Rome en 1939, 4e ex æquo avec Nestler
- Florence en 1948
- Sorrente en 1950

Il participa à l'Olympiade d'échecs de Stockholm en 1937: +5, =2, -7.

## Une partie
- Cherubino Staldi contre Frantisek Blatny